# Félix Sellier

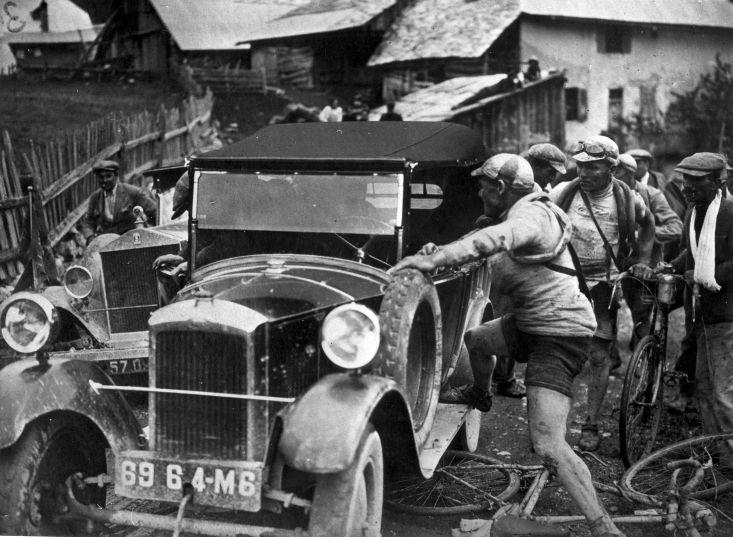
Félix Sallier ist aufgebracht, nachdem er bei der Tour de France 1925 von einem Auto angefahren wurde.

Félix Sellier (* 2. Januar 1893 in Spy; † 16. April 1965 in Gembloux) war ein belgischer Radrennfahrer.
1919 gewann Félix Sellier die Belgien-Rundfahrt in der Klasse der Unabhängigen; im selben Jahr trat er zu den Profis über. 1924 gewann er die Belgien-Rundfahrt erneut, dieses Mal in der Profi-Klasse, sowie 1925 Paris–Roubaix. Zweimal – 1923 und 1926 – wurde er belgischer Meister im Straßenrennen. 1923 wurde die belgische Straßenmeisterschaft erstmals nach elf Jahren wieder als Punktewertung mehrerer Rennen gefahren; neun Rennen wurde gewertet, die sorgfältig auf Flandern und die Wallonie austariert worden waren, nachdem die letzte Punktemeisterschaft 1912 ausschließlich in der Wallonie ausgetragen worden war. Von 1922 bis 1924 gewann er dreimal nacheinander das Rennen Paris–Brüssel. In der Belgien-Rundfahrt 1926 wurde er Zweiter. 1927 gewann er das Sechstagerennen von Brüssel, mit Henri Duray.
Siebenmal nahm Sellier von 1920 bis 1926 an der Tour de France teil. 1922 wurde er Dritter, 1925 Neunter und 1926 Fünfter der Gesamtwertung.
Nach dem Ende seiner Radsport-Karriere im Jahre 1928 eröffnete Félix Sellier ein Café in Gembloux. Auch sein Bruder Fernand war Rennfahrer ebenso wie sein Sohn Victor, der allerdings im Zweiten Weltkrieg fiel.